# Tarchon
Tarchon (gr. Τάρχον, Tarchon) – heros etruski uważany za założyciela miasta Tarkwinii i syna Telefosa, postać z mitologii greckiej i rzymskiej.
Tarchon uchodzi za założyciela miast: Tarkwinii (na północ od Rzymu) oraz Mantui, Kortony i kilku innych. Czasami był uważany za brata Tyrrenosa i syna Telefosa. To on miał przyprowadzić uchodźców etruskich z Lidii do Italii. Podobno urodził się z siwymi włosami, co miało świadczyć o tym, że był przez bogów przeznaczony do dokonania wielkich czynów. Według jednego z historyków rzymskich Tarchon uwięził Kakusa, wysłanego przez króla Frygii Marsjasza, który przybył do Italii, by nią zawładnąć. Gdy Kakusowi udało się zbiec i wraz z Marsjaszem opanował Kampanię i zaatakował okolice Rzymu, Tarchon wszedł w porozumienie z Heraklesem i wspólnie zniszczyli najeźdźców.
Wergiuliusz wspomina Tarchona w Eneidzie. Uważa go za sprzymierzeńca Ewandra i Eneasza, dowodzącego wojskami etruskimi.